# Capasa mixticolor
Capasa mixticolor är en fjärilsart som beskrevs av Louis Beethoven Prout 1915. Capasa mixticolor ingår i släktet Capasa och familjen mätare. Inga underarter finns listade i Catalogue of Life.